# Leptura alticola
Leptura alticola es una especie de escarabajo longicornio del género Leptura, categorizada en la tribu Lepturini, de la subfamilia Lepturinae. Fue descrita por Gressitt en 1948.

## Descripción
Mide 18-22 mm de longitud.

## Distribución
Se distribuye por China.